# Bensoniella
Bensoniella es un género monotípico de plantas de flores de  la familia  Saxifragaceae conteniendo la única especie Bensoniella oregona, conocida como bensoniella de Oregon, o simplemente bensoniella. Es endémica de Klamath Mountains al norte de California y sur de Oregón. 
Es una planta de los bosques húmedos sobre los 1000 m s. n. m. de altura. Son plantas herbáceas perennes que crece desde un rizoma. Tiene las hojas acorazonadas, lobuladas y pecioladas. Las inflorescencias se producen en racimos, cada flor es de color blanco con brillantes anteras amarillas. El fruto es una cápsula son numerosas semillas.